# Palača Capodimonte
Kraljeva palača Capodimonte (italijansko Reggia di Capodimonte) je velika palača v Neaplju v Italiji. Nekdaj je bila poletna rezidenca in lovska koča bourbonskih kraljev dveh Sicilij, ena od dveh kraljevih palač v Neaplju. Danes je v glavni stavbi glavni neapeljski muzej za slikarstvo in veliko druge umetnosti kot Narodni muzej Capodimonte. Ta ima najboljšo zbirko slik iz izrazite tradicije neapeljske umetnosti in tudi številna dela iz zbirke Farnese.
Palača je bila zgrajena na nekoliko hladnejši lokaciji na vrhu hriba (Capodimonte pomeni 'vrh hriba') tik izven mesta, urbani Neapelj pa se je na koncu razširil okoli nje. Velik park (Real Bosco ali 'kraljevi gozdovi') je pod isto upravo in gosti dogodke, kot so koncerti.

## Zgodovina
Leta 1738 se je neapeljski in sicilski kralj Karel VII. (kasneje kralj Karel III. Španski) odločil zgraditi lovsko kočo na hribu Capodimonte. Nato se je odločil, da bo namesto tega zgradil veličastno palačo, deloma zato, ker je bila njegova obstoječa rezidenca, palača Portici, premajhna, da bi sprejela njegov dvor, in deloma zato, ker je potreboval nekje, kjer bi hranil čudovito Farnesejevo zbirko, ki jo je podedoval od svoje matere, Elisabette Farnese, zadnje potomke suverene vojvodske družine Parme.
Naročil je Angelo Carasale, Giovanni Antonio Medrano in Antonio Canevari, da jo zgradijo. Delo se je začelo avgusta 1738, vendar je trajalo več kot stoletje, deloma zaradi težav pri transportu piperna, uporabljene vulkanske kamnine, iz kamnolomov v Pianuri. Ker vse ohranjene risbe nosijo podpis Giovannija Antonia Medrana, mu večina učenjakov pripisuje popolno zaslugo. Poleg tega ima fasada malo skupnega s Canevarijevim opusom. Njegova trezna artikulacija je bolj povezana s herrerskimi spomeniki v Španiji in delom kraljevega vojaškega inženirja in arhitekta Giovannija Antonia Medrana. Arhitekturno izposojanje ni bilo nikoli nevtralno in v Capodimonteju so takšne značilnosti harmonizirale palačo z drugimi kraljevimi stavbami in jo tako označile za člana tesno povezane družine kronskih struktur. Zdi se, da značilnosti iz Španije kažejo, da je oblikovanje nadziral Medrano. Dobro je poznal španske spomenike, prenovil je Palazzo Reale in zasnoval Teatro San Carlo. Medrano je verjetno zasnoval stopnice, saj njihova značilna oblika C spominja na tisto, ki jo je zasnoval za San Carlo.
Leta 1758 so odprli prvi del palače in pripeljali umetniško zbirko. Leta 1759 je Ferdinand IV. nasledil svojega očeta Karla in naslednje leto je imenoval arhitekta Ferdinanda Fuga, da nadzira dela na palači in posestvu. Leta 1787 je bil po nasvetu Jacoba Philippa Hackerta ustanovljen laboratorij za restavriranje slik.
Ko je bila leta 1799 razglašena Partenopejska republika, je Ferdinand pobegnil v Palermo na krovu Nelsonovega Vanguarda in s seboj vzel najdragocenejše predmete iz palače. Kar je ostalo, so izropali francoski vojaki generala Jeana Étienna Championneta, ki so bili tam nastanjeni. V 9 letih francoske okupacije (1806-1815) je bila palača rezidenca Josepha Bonaparteja in nato Joachima Murata. Umetniška zbirka je bila prenesena v Neapeljski nacionalni arheološki muzej. Ko se je Ferdinand leta 1815 vrnil s Sicilije, je za okrasitev palače zaposlil številne slikarje in kiparje.
Franc I. je nasledil svojega očeta Ferdinanda leta 1825 in imenoval arhitekta Antonia Niccolinija, da nadzira dela na palači. Niccolini je dodal monumentalna stopnišča in nove apartmaje sob za kraljevo družino ter nadaljeval delo, ko je leta 1830 nasledil Ferdinanda II. Palača je bila končno dokončana leta 1840 in dodana je bila galerija s sodobno umetnostjo.
Z združitvijo Italije je kraljeva palača leta 1861 prešla v last Savojcev, ki jo je uporabljala kot rezidenco in dodala umetniškim zbirkam ter imenovala Domenica Morellija za svetovalca za nove pridobitve. Dodali so tudi obsežno zbirko zgodovinskega strelnega in drugega orožja. Leta 1866 je bil boudoir Marije Amalije Saške prenesen v Capodimonte iz palače Portici, leta 1877 pa so iz rimske vile na Capriju prinesli marmorna tla iz rimske dobe.
V začetku 20. stoletja je palača postala rezidenca vojvod Aoste, kadetske veje Savojcev. Nato je leta 1920 prešel v last italijanske države. Leta 1950 je postal muzej, številni eksponati pa so bili vrnjeni iz Narodnega muzeja.

## Opis
| Prvo nadstropje Reggia di Capodimonte: Kraljeve dnevne sobe so samo tiste, ki so položene v zeleno z izjemo sobe 52 | Palača s hriba Kartuzije svetega Martina |

Palača ima pravokoten tloris z dvema poslopjema na vsakem koncu, ki rahlo štrlita iz osrednje stavbe. To je 170 metrov dolgo in 87 metrov široko in 30 metrov visoko, razporejeno v dveh nadstropjih in podstrešju. Zunanje stene, pobarvane v neapeljsko rdečo, so v neoklasicističnem arhitekturnem slogu z dorskimi vplivi, ki je v 18. stoletju veljal za primernega za muzejske stavbe. Na stenah so tudi sivi trakovi pilastra piperno, ki se izmenjujejo z okni in balkoni prvega nadstropja; okna v drugem nadstropju so kvadratna. V pritličju so poleg oken obokani portali, ki tvorijo vhod. Dva od njih sta na robovih osrednje konstrukcije, ostali trije pa drug ob drugem na sredini. Stavba obsega tri dvorišča in v notranjosti le nekaj prostorov - kraljevi bivalni prostori - v prvem nadstropju ohranjajo palačno pohištvo, medtem ko so preostali prostori v tem nadstropju in tisti v drugem nadstropju, ki so bili prvotno rezervirani za služabnike, podstrešje in mezanin, rezervirani za muzejske razstave. Pritličje pa je namenjeno sprejemu obiskovalcev muzeja in se uporablja za različne funkcije, kot so prodaja vstopnic, garderoba, knjigarna, kavarna in avditorij.[24] Okoli palače se razteza park.[25]

## Notranjost
V prvem in drugem nadstropju je Narodna galerija (Galleria Nazionale).
Drugod v palači so kraljevi apartmaji opremljeni s starinskim pohištvom iz 18. stoletja ter zbirko porcelana in majolike iz različnih kraljevih rezidenc. Slavna tovarna porcelana Capodimonte je bila tik ob palači; začel ga je leta 1743 burbonski kralj Karel.

## Vrtovi
Park Reggia di Capodimonte se razprostira na 124 hektarih površine in so ga vladarji uporabljali predvsem za lovske izlete in organizacijo festivalov. Po odprtju muzeja leta 1957 je postal javni park.
Ferdinando Sanfelice] ga je leta 1743 uredil v skladu z baročnim okusom tistega časa, sredi 19. stoletja pa ga je obnovil Federico Dehnhardt in mu dal videz angleškega krajinskega vrta. Tam je več kot 400 vrst stoletnih rastlin, ki so se jim sčasoma pridružili sadno drevje, eksotične vrste in palme, čeprav so bile slednje zasajene šele v povojnem času. Po celotnem parku so kipi, fontane in številne stavbe - prvotno dvorne stanovanjske stavbe, kot so: prinčeva koča ali delavnice – porazdeljene; nekatere od teh stavb se uporabljajo za druge namene, kot so: delavnica porcelana, ki je postala šola za delo s keramiko. Obstajajo tudi cerkve, kot je  sv. Januarija ali kapucinskega puščavnika. Leta 2012 so se začeli projekti ohranjanja parka in oblikovanje vrta, v katerem se gojijo kmetijski proizvodi, značilni za Kampanijo.